# Liløre Redningstation
Liløre Redningstation var en tidigare dansk sjöräddningsstation, som låg i Vejlby Klint, fem kilometer sydväst om Harboøre i Lemvigs kommun i Västjylland.
Liløre Redningsstation inrättades 1887 med både raketapparat och räddningsbåt. Under perioden 1887-1954 räddade stationen 139 personer. Från 1950 hade stationen enbart en raketapparat, och den lades ned helt 1967. Räddningsstationen är bevarad och används som ett privat sommarhus.  
Liløre Redningsstation råkade ut för svår drunkningsolycka den 25 januari 1987, då en hel räddningsbåtbesättning på tolv man omkom.
Räddningsbåten gick ut i stormväder på natten för att leta efter två saknade fiskebåtar. Den kantrade ute i havet och flöt senare in upp och ner. 
De två saknade fiskebåtarna hittades av S/S Vestkysten, och deras besättningar räddades.